# Queda compressa
Queda compressa är en skalbaggsart som beskrevs av Sharp 1882. Queda compressa ingår i släktet Queda och familjen dykare. Inga underarter finns listade i Catalogue of Life.